# James Randi Educational Foundation
James Randi Educational Foundation grundades 1996 av James Randi med uppgift att främja kritiskt tänkande genom att förse allmänhet och media med pålitlig information om paranormala och övernaturliga fenomen. Organisationens nuvarande president är D. J. Grothe.
Stiftelsen har bland annat som mål att
- Genom livfulla demonstrationer i skolmiljö och genom utdelandet av stipendier och belöningar skapa en ny generation av kritiskt tänkande människor.
- Genom seminarier visa allmänhet och media konsekvenserna av att utan att ifrågasätta acceptera påståenden om paranormala och övernaturliga fenomen.
- Stödja och med vetenskapliga metoder genomföra undersökningar av paranormala fenomen och publicera resultaten, samt upprätthålla ett omfattande och för allmänheten öppet bibliotek av böcker, videofilmer, tidskrifter och arkivmaterial.

Stiftelsen har utfäst en belöning om en miljon dollar till den som kan påvisa något slag av medial, övernaturlig eller paranormal förmåga och gör detta under vetenskapliga former.
Stiftelsen samarbetar även med den stora amerikanska skeptikerorganisationen CSICOP.

## Källhänvisningar
1. ↑  James Randi Educational Foundation Names New President from randi.org